# نینا سواب
نینا سواب (انگلیسی: Ninna Swaab؛ زادهٔ ۲۶ ژوئن ۱۹۴۰) ورزشکار اهل سوئد است.
وی در مسابقات کشوری و بین‌المللی در مجموع برندهٔ ۱ مدال برنز شده‌است.